# Uňatín
Uňatín (ungarisch Unyad – bis 1892 Unyatin) ist eine Gemeinde in der Mitte der Slowakei mit 175 Einwohnern (Stand 31. Dezember 2024), die im Okres Krupina, einem Kreis des Banskobystrický kraj, liegt.

## Geographie
Die Gemeinde befindet sich im Hochland Krupinská planina im Tal des Baches Čekovský potok im Einzugsgebiet der Krupinica. Das Ortszentrum liegt auf einer Höhe von 304 m n.m. und ist 10 Kilometer von Krupina entfernt (Straßenentfernung).
Nachbargemeinden sind Bzovík im Norden und Osten, Horný Badín und Dolný Badín im Südosten, Selce und Medovarce im Süden, Domaníky und Hontianske Nemce im Südwesten und Devičie im Westen.

## Geschichte
Uňatín wurde zum ersten Mal 1311 als Wnetten schriftlich erwähnt und entstand auf den Gütern des Geschlechts Hont, später war es Teil des Herrschaftsgebiets der Propstei Bzovík. Später war das Dorf Besitz der Geschlechter Balassa und Fánchy. 1828 zählte man 51 Häuser und 305 Einwohner, die als Landwirte und Winzer beschäftigt waren.
Bis 1918 gehörte der im Komitat Hont liegende Ort zum Königreich Ungarn und kam danach zur Tschechoslowakei beziehungsweise heute Slowakei. 1927 brannte der ganze Ort aus.

## Bevölkerung
| Jahr                | 1994 | 2004    | 2014    | 2024    |
| ------------------- | ---- | ------- | ------- | ------- |
| Anzahl der Personen | 214  | 196     | 184     | 175     |
| Unterschied         |      | −8,41 % | −6,12 % | −4,89 % |

| Jahr                | 2023 | 2024    |
| ------------------- | ---- | ------- |
| Anzahl der Personen | 180  | 175     |
| Unterschied         |      | −2,77 % |

Nach der Volkszählung 2011 wohnten in Uňatín 184 Einwohner, davon 178 Slowaken und ein Tscheche. Fünf Einwohner machten keine Angabe zur Ethnie.
177 Einwohner bekannten sich zur römisch-katholischen Kirche und zwei Einwohner zur Evangelischen Kirche A. B. Zwei Einwohner waren konfessionslos und bei drei Einwohnern wurde die Konfession nicht ermittelt.

## Bauwerke und Denkmäler
- römisch-katholische Kirche Christus König

## Söhne und Töchter der Gemeinde
- Paul Hnilica (1921–2006), tschechoslowakischer Untergrundbischof